# 電気通信事業者
電気通信事業者（でんきつうしんじぎょうしゃ）とは、一般に固定電話や携帯電話等の電気通信サービスを提供する会社の総称。「音声やデータを運ぶ」というところから通信キャリア（または単にキャリア）や通信回線事業者（または単に回線事業者）と呼ばれることもある。携帯電話専業の会社については携帯会社と呼ぶことが多いがNTTドコモなどの携帯電話回線会社とAppleなどの携帯電話製造会社との混同されるため呼ばれ方が変わりつつある。回線事業者または回線会社として扱われる。
日本においては、電気通信事業法（昭和59年法律86号）に基づき電気通信役務（電気通信事業）を行う者を指す。

## 伝送路設備を保有する電気通信事業者

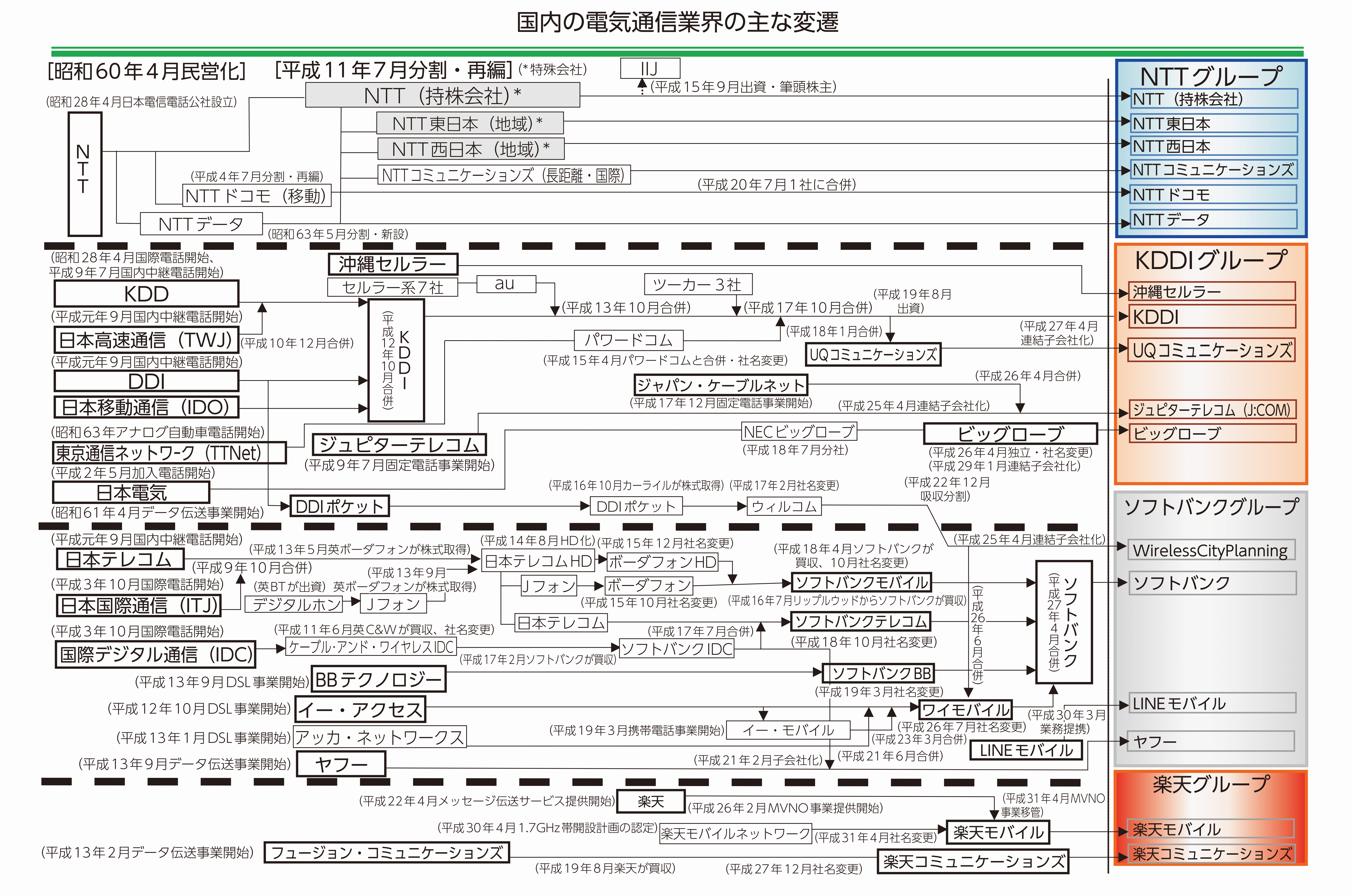
日本国内の電気通信業界の主な変遷（2019年4月現在）

伝送路設備を保有する電気通信事業者（旧第一種電気通信事業者）には、固定電話・携帯電話・PHS・無線呼び出し等の事業を行うものが多い。また、鉄道事業者・電力会社など、他の電気通信事業者への伝送路設備の貸し出しのみを行う事業者もある。
以下は、主な登録電気通信事業者。

### 長距離通信
- NTTグループ
  - NTT東日本
  - NTT西日本
  - NTTドコモ（携帯電話）
    - NTTコミュニケーションズ（現・NTTドコモビジネス）
- KDDIグループ
  - KDDI
  - 沖縄セルラー電話（携帯電話 (au)）
  - UQコミュニケーションズ (WiMAX)
  - ソラコム (LPWA)
- ソフトバンクグループ
  - ソフトバンク（携帯電話・PHS (SoftBank・Y!Mobile)）
  - Wireless City Planning（携帯電話）
- 楽天グループ
  - 楽天モバイル（携帯電話）
  - 楽天コミュニケーションズ（長距離通信・携帯電話）
- LPWA
  - ソニーネットワークコミュニケーションズ
  - 京セラコミュニケーションシステム（LPWA・FWA）
- アルテリア・ネットワークス
- ZIP Telecom

### 地域通信
地域NCC系
- 北海道総合通信網
- 東北インテリジェント通信（現・トークネット）
- 中部テレコミュニケーション
- 北陸通信ネットワーク
- オプテージ
- エネコム
- STNet
- QTnet
- 沖縄通信ネットワーク（現・OTNet）- KDDI系

送電系
- 北海道電力ネットワーク
- 東北電力ネットワーク
- 北陸電力送配電
- 東京電力パワーグリッド
- 中部電力パワーグリッド
- 中国電力ネットワーク
- 四国電力送配電
- 九州電力送配電
- 電源開発送変電ネットワーク

ポケットベル
- 東京テレメッセージ（PHS・ポケットベル）
- 沖縄テレメッセージ（ポケットベル）

ケーブルテレビ会社
鉄道事業者
- JRグループ[注 1]
  - JR北海道
  - JR東日本
  - JR東海
  - JR西日本
  - JR九州
- 近畿日本鉄道
- 京阪電気鉄道
- 東急
  - イッツ・コミュニケーションズ（ケーブルテレビ）

FWA
- オーレンス

### 無線通信
通信衛星
- スカパーJSAT
- Intelsat International Systems
- インマルサット

空港無線電話
- アビコムジャパン
- 日本空港無線サービス
- 中部国際空港情報通信
- 関西エアポートテクニカルサービス

## 伝送路設備を保有しない電気通信事業者
伝送路設備を保有しない電気通信事業者（旧第二種電気通信事業者）には、プロバイダ・付加価値通信網提供会社・情報サービス会社・機械警備を行う警備会社などが該当する。届出電気通信事業者とも呼ばれる。
- インターネット・サービス・プロバイダ
  - トヨタシステムズ
  - ウェブホスティング
- 付加価値通信網提供会社
  - NTTデータ
  - NTTデータウェーブ
  - インテック
  - 日本テレネット
- 情報サービス会社
  - ロイター・ジャパン
  - 日本経済新聞
  - 野村総合研究所
  - フジテレビジョン
  - TBSテレビ
- 警備会社
  - ALSOK
  - セコム
- 国外向け携帯電話回線提供事業者
  - テレコムスクエア
  - ジーエーピー
  - エクスコムグローバル
    - ジー・フォーン

  - ビジョンモバイル
  - エコム・ソリューションズ

これら以外にも多数の届出電気通信事業者が存在しており、その数は2015年時点で17000社を越えている。